# Espagne (paquebot de 1910)
Pour les articles homonymes, voir Espagne.
L’Espagne est un paquebot construit en 1910 aux Chantiers & Ateliers de Provence de Port-de-Bouc pour la Compagnie générale transatlantique. Désarmé en 1932, il est détruit en 1934 à Saint-Nazaire.

## Histoire
L’Espagne est un paquebot construit en 1910 aux Chantiers & Ateliers de Provence de Port-de-Bouc pour la Compagnie générale transatlantique. Lorsqu'il est mis en service en octobre 1910 sur la ligne du Mexique, c’est le plus grand paquebot de la Compagnie générale transatlantique en service sur cette ligne. En septembre 1911, une voie d’eau se déclare lorsque le navire arrive à Santander et l’Espagne doit retourner à Saint-Nazaire après une réparation provisoire afin d’y être réparé. De 1912 à 1915, il assure la liaison Le Havre-New York en été, puis sur la ligne Bordeaux-New York.
À partir de 1916, le navire est réquisitionné par la Marine nationale et devient un transport de troupes. En 1920, l’Espagne est remis en service entre Saint-Nazaire et le Mexique.
Désarmé en 1932, il est détruit en 1934 à Saint-Nazaire.

### Sources
- (fr) L'histoire de l’Espagne sur le site French Lines